# سيمون رودجر
سيمون رودجر (بالإنجليزية: Simon Rodger)‏ (3 أكتوبر 1971 بشوريهام في المملكة المتحدة - ) هو لاعب كرة قدم بريطاني في مركز الوسط. لعب مع برايتون أند هوف ألبيون وستوك سيتي وكريستال بالاس ومانشستر سيتي ونادي وكينغ وبوغنور ريجيس تاون.

## وصلات خارجية
- سيمون رودجر على موقع قاعدة بيانات كرة القدم.إي يو (الإنجليزية)
- سيمون رودجر على موقع Soccerbase.com (لاعب) (الإنجليزية)
- سيمون رودجر على موقع عالم كرة القدم.نت (الإنجليزية)